# چلسی (داکوتای جنوبی)
چلسی(به انگلیسی: Chelsea) شهری در ایالت داکوتای جنوبی کشور ایالات متحده آمریکا است که جمعیت آن در سرشماری سال ۲۰۱۰ میلادی، ۲۷ نفر بوده‌است.